# Chiesa di Sant'Ignazio da Laconi (Esterzili)
La chiesa di Sant'Ignazio da Laconi è un edificio religioso situato ad Esterzili, centro abitato della Sardegna centro-orientale. Consacrata al culto cattolico, è sede dell'omonima parrocchia e fa parte della diocesi di Lanusei. Subentra, come sede parrocchiale, a San Michele.
La chiesa si presenta a navata unica con volta sorretta da trabeazioni a vista. All'interno, nel presbiterio, spicca una pregevole pala d'altare di grandi dimensioni raffigurante il Cristo crocefisso. Di interesse artistico è la statua della Madonna del Rosario, opera del XVII secolo, e il gruppo scultoreo raffigurante sant'Anna con la Madonna, databile al XVIII secolo.